# Slavia Ruda Śląska
Slavia Ruda Śląska  (vollständig: Klub Sportowy Slavia Ruda Śląska) ist ein 1919 gegründeter polnischer Fußballverein aus der oberschlesischen Stadt Ruda Śląska. 
Die Klubfarben sind weiß-blau.
Gegründet wurde der Verein als Strzała Ruda. 1925 folgte die Umbenennung in Klub Sportowy Slavia Ruda Śląska. In den Spielzeiten 1962 und 1962/63 spielte Slavia zweitklassig.
Die Spielstätte des Vereins ist seit 1964 das Stadion an der Ulica Sosinka 1.
Slavia ist einer der ältesten polnischen oberschlesischen Vereine. Hier begann der 46-fache polnische Nationalspieler deutscher Nationalität Ernst Pohl seine Karriere.
Die höchste Spielklasse war die zweite polnische Liga. Zurzeit spielt Slavia in der fünftklassigen 4. Liga.